# Shahrestān-e Estahbān
Shahrestān-e Estahbān (persiska: شهرستان استهبان, استهبان) är en delprovins (shahrestan) i Iran.   Den ligger i provinsen Fars, i den centrala delen av landet, 800 km söder om huvudstaden Teheran.
Delprovinsen hade 68 850 invånare 2016.